# ヘンリー・ヒュースケン
ヘンドリック・コンラッド・ジョアンズ・ヒュースケン（英語: Hendrick Conrad Joannes Heusken, オランダ語: Henricus Coenradus Yoannes Heusken, 1832年1月20日 - 1861年1月16日）は、オランダ生まれのアメリカ合衆国官吏。全権使節タウンゼント・ハリスの通訳兼書記を務め、日米修好通商条約の締結など、幕末開国期の日本で日米の外交折衝に重要な役割を果たした。
ハリスの任務遂行に寄与したほか、日本との通商を求めて来日してきたイギリス、プロイセンの代表を補佐するなど先達役も務めて評価されたが、横浜開港後、散発的に起きた外国人襲撃の標的となり、通商条約発効後18か月目にして暗殺された（7人目の外国人犠牲者）。滞日4年5か月の間に日本語も覚え、かなり使いこなしたという。日本では一般にヘンリー・ヒュースケン（Henry Heusken）の名で親しまれている。

## 生涯
石鹸製造業を営む父、ヨアンネス・フランシスクス・ヒュースケン（1800-1846）と、母、ヨアンナ・スミット（1805-1888）の一人子としてオランダ（当時はネーデルラント連合王国）のアムステルダムに生まれた。幼少期にブラバント州の学校で寄宿舎生活を送り、基礎科学のほかに語学（フランス語・ドイツ語・英語）などを学んだとみられる。郷里に戻ったのち14歳で父を失い、その後は母とともに家業を支えていたと思われるが、21歳の頃に母を残して単身アメリカ・ニューヨークに渡った。
渡米後は定職に就くこともままならず、この間、穴のあいた靴と着古したボロをまとい、夕食も抜くような生活を2年余り送っていたようであるが、たまたま出入りしていたニューヨークの新教派合同教会の牧師らを介してタウンゼント・ハリスに引き合わされ、当時日本行きを熱望して初代日本総領事のポストに仮任命（正式任命は翌1856年6月30日付）されていたハリスの秘書兼通訳として日本へ向かうこととなる。
1855年10月25日、蒸気フリゲート艦サン・ジャシント号にて単身ニューヨークを発ち、マデイラ島、ケープタウン、セイロン島などを経て、パシフィック号で先発していたハリスとペナンで合流（1856年3月22日）、次いでシャム（現タイ王国）に入国し（同年4月14日）、ハリスのもうひとつの任務であった米暹修好通商条約を締結（1856年5月29日）した。
1856年8月21日（安政3年7月21日）ハリスとともに最終目的地の伊豆国下田に入港すると、同月25日下田奉行から領事の駐在は必要ないとして滞在を拒まれたが、一時的な宿舎として提供された玉泉寺をアメリカ合衆国領事館と定め（9月3日）、以後、幕末日本の外交語であったオランダ語を介して日米間の折衝に尽力する。
翌年6月に和親条約を補足した下田協定を結ぶと、下田着任当初からハリスが強く要請してきた江戸出府と国書の手交が許され（9月23日伝達）、同年12月7日江戸城において将軍（徳川家定）に拝謁し、ハリスによる大統領親書の捧呈に立ち会った。二人はそのまま江戸城内の蕃書調所の奥座敷に起居して、翌1858年1月から通商条約の交渉に入った。審議は翌月25日に合意に達したが、天皇の勅許が得られぬまま調印期日の延期を重ねた末、7月29日抜き打ち的に日米修好通商条約の調印に成功する。この無勅許条約に対する反動は日本国内の政局に混乱をもたらし、大老井伊直弼が暗殺されてからは、次第に尊王攘夷の運動となって盛り上がるようになった。
安政五カ国条約の締結から2年以上遅れて江戸に来航（1860年9月4日〈万延元年7月19日〉）してきたプロイセン王国に対し、幕府は世論の反対を理由に通商条約の締結を拒んだ。ハリスはフランス公使とともに交渉の斡旋を申し出てプロイセン側から快諾を得、幕府に対しては通商条約第3条で規定されていた新たな開港開市の期日を延期してもよいと述べて、プロイセンと条約を結ぶよう促した。ドイツ語にも堪能であったヒュースケンは、毎日のようにプロイセン使節の宿舎となっていた赤羽接遇所（東京都港区東麻布一丁目）に通った。赤羽接遇所はアメリカ代表部（公使館）が置かれた善福寺から10分ほどの距離にあり、オイレンブルク伯爵らと会食したあと、夜8時半ごろまで雑談するのがヒュースケンの習慣であった。
1861年1月15日（万延元年12月5日）の夜9時ごろ、赤羽接遇所から随行者7名（騎馬役人3名・徒士4名）とともに騎馬にて帰宿する途上、赤羽広小路ないしは芝赤羽新門前町の中の橋の北側で浪士風の一団に襲撃されて負傷し、9時半ごろ善福寺に運び込まれた。まもなく日本人医師2名のほかプロイセン・イギリスの両代表部から外科医が派遣されたが、致命傷のため翌日の深夜12時30分に死去した。28歳没。左胸と左上腕部の切り傷に加えて、へそから右下腹部にかけて内臓が見えるほどの刀傷を負い、小腸が切断されていた。診断書によれば直接の死因は出血多量であった。

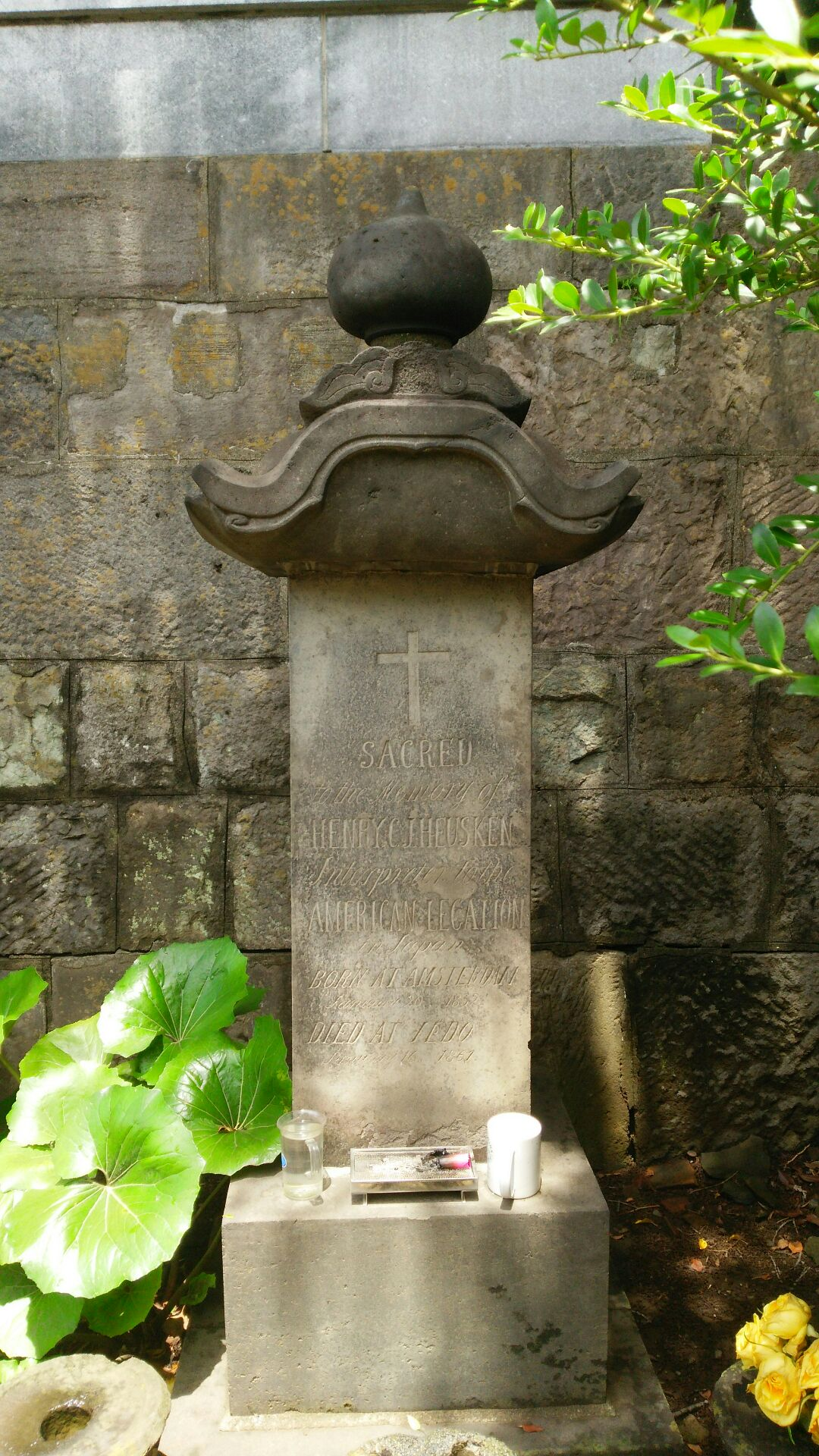
ヘンリー・ヒュースケンの墓（東京都港区 光林寺）

葬儀は2日後の18日に善福寺で営まれ、オランダ総領事のデ・ウィットとハリスが喪主をつとめた。遺骸の納棺後、アメリカ国旗に包まれた棺はオランダ海兵隊員に担がれて、新見豊前守ら5名の外国奉行とその従者を先頭に、プロイセンの軍楽隊、オランダ・プロイセンの海兵隊員、各国の公使・領事・館員らの長い葬列とともに送られ、光林寺（東京都港区南麻布四丁目）に埋葬された。後日ハリスによって簡素な墓碑が建てられた。
事件から間もなく、談合した諸外国の代表らは危険を回避するため、幕府に抗議文を送って一時江戸から横浜に退去したが、ハリスはこの動きに同調せず、幕府による安全確保の努力を認めなければならないと主張した。また、ヒュースケンについても、日本の当局が夜間の外出を控えるよう通達を出し、ハリスも再三警告していたにもかかわらず、4か月ものあいだ夜遅くまでプロイセン代表部を訪問していたことが不慮の死を招いた原因のひとつではないかと、国務省に宛てた報告書に書き記した。事件後、幕府は辻番所に外国人保護を訴える標識を立てたり、外国御用出役を新設したりするなど引続き外国人警護に努めたが、その後も東禅寺事件や坂下門外の変など攘夷運動に類する事件が起きた。
アメリカ合衆国国務長官シューアードは6か国の軍艦による日本沿岸での示威運動をハリスに提案したがこれは実現せず、事件に対する誠意ある回答が日本側に求められた。同年11月、外国奉行久世大和守、安藤対馬守はヒュースケンの母親に弔慰金として洋銀1万ドル（慰謝料4千ドル・扶助料6千ドル）を支払うことをハリスに約束した。ハリスはさらに暗殺の下手人を探し出して裁くよう日本側に求めた。実行犯は当初水戸藩の浪人や外国奉行筆頭堀織部正の家臣などとも噂されたが、元薩摩藩の浪士・伊牟田尚平、神田橋直助、樋渡八兵衛ほか、数名の浪人とされている。

## 著書
- 『ヒュースケン 日本日記』青木枝朗訳、校倉書房、1971年／改訂版・岩波書店〈岩波文庫〉、1989年。ISBN 4-00-334491-X

前半は下田に到着するまでに寄航した南方航路各地の印象、後半は日本での外交折衝や見聞をつづったもので、幕末外交史の貴重な史料となっている。なお、1855年から1861年までの記録であるが、通商条約締結の前月から2年半の中断がある。
同書はヒュースケンの没後100年余りを過ぎて訳出公刊された英語版（Japan Journal: 1855-1861, 1964年）の訳書である。元になった日記はヒュースケンの没後、母のヨアンナによってアムステルダムのボーウィー氏に譲渡されたあと、東京在住のアイクマン（ドイツ協会会長）に預けられた。日記の底本はフランス語で書かれていたが、これをドイツ語に抄訳（ゴットフリード・ワグネル訳）したものが1883年（明治16年）ドイツ東アジア協会の紀要第三巻に掲載された。これ以降日記の草稿の所在は不明であったが、1951年にフランス語の草稿がオランダで発見され、カリフォルニア大学ロサンゼルス校のウィルソン教授（Robert A. Wilson、日本史）がこれを基に刊行の準備を進めた。同じ頃、オランダ語の草稿がオランダで競売にかけられ、これを手に入れたコルプト博士（Jeannette C. Van Der Corput、検事・小説家）がヒュースケンの事績を調べるためカリフォルニア大学バークレー校に問い合わせたことで両者の研究が合流し、英語版としてほぼ完全な形で日記が復元された。なお、オランダ語の草稿については、ヒュースケンが“オランダ女王に一冊献上する”と話していたことから、その別冊のための草稿とされている。

## 逸話
幕末期、江戸に滞在した外国人らの回想録では、ヒュースケンはおしなべて好感を抱かれた人物だったとみえるが、尊大無礼と評する異説もある。『伊国使節アルミニヨン・幕末日本記』（田村利男訳）によれば、日本の役人と話をするときのヒュースケンの態度はすこぶる無遠慮で、日本人のかしこまった態度とは著しく対照的だったと伝えている。常に、日本人など少しも怖くないという態度で振る舞い、夜間に江戸の市中を一人で歩くことも平気だったという。また、辛辣な言葉も平然と口にしたようで、プロイセンの条約交渉に同席して、主席の堀織部正から夜歩きに異議を唱える書簡を受け取ったときも、「自分は外出したい時に外出する」「刃向かう者があればいつでも撃退する」と横柄な返書で回答した。この間に堀は謎の割腹自殺を遂げて亡くなっており、その原因として同書は、閣老安藤対馬守との会談の際、堀がヒュースケンを危険人物として名指ししたことで安藤から戒められたためと伝えている（原因は諸説ある）。ヒュースケンが暗殺された当初、外国人の間では堀の家臣が下手人ではないかと噂された。
日本における風俗として、浴場における混浴の習慣はハリスには耐えきれないものであったが、ヒュースケンはたびたび混浴の様子を見に行った。しかしこれには市中の人間が迷惑したとされる。
アメリカ側の記録である「下田物語」によると、1857年1月には街中で刀を向けられて脅されている。一説によるとこれは大場久八の子分で武闘派やくざの赤鬼金平の仕業であり、外交問題になるのを恐れた幕府は「金平は狂人でありますから」と釈明したとされる。